# 圣老楞佐堂 (马纳罗拉)

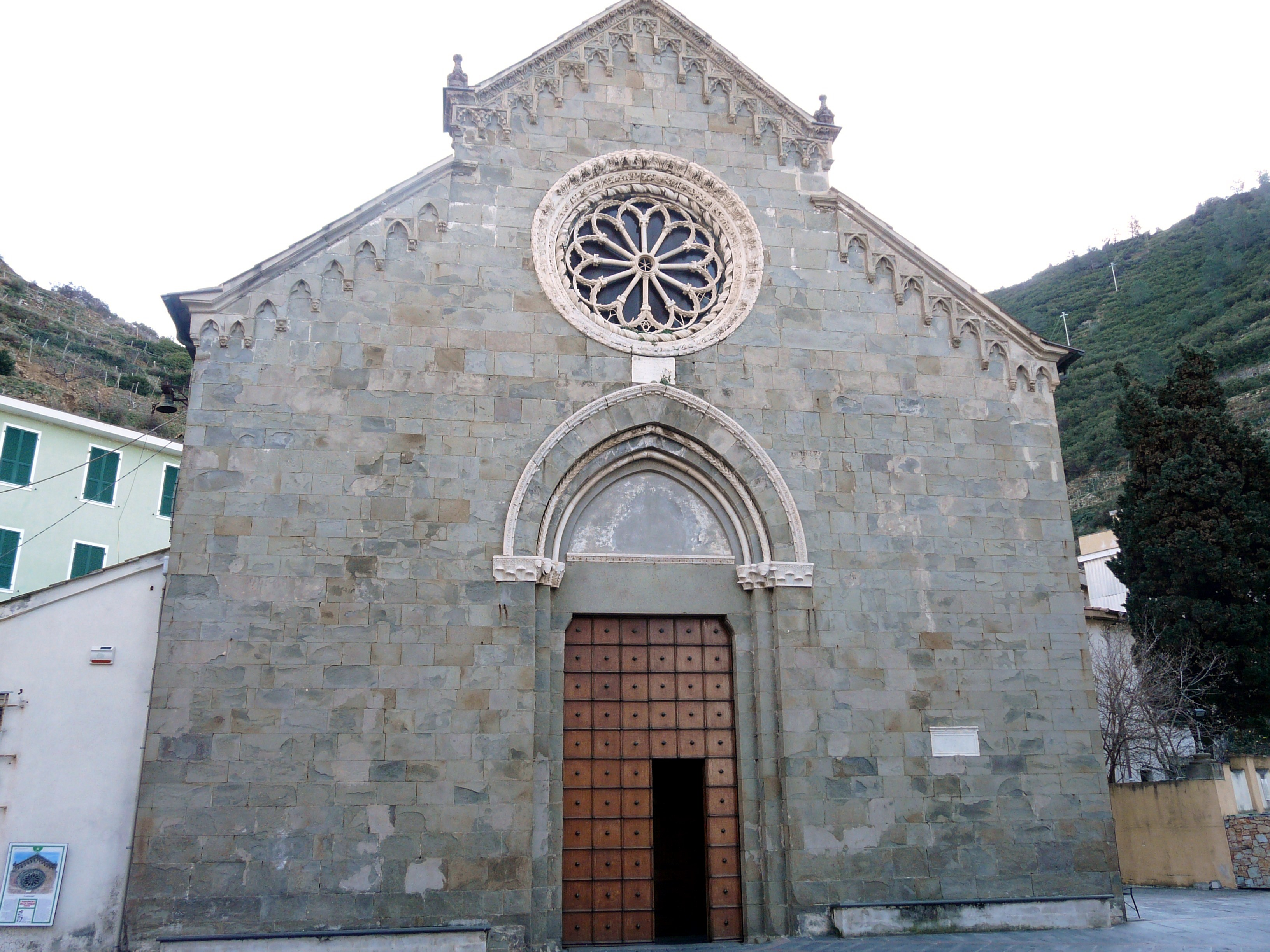

圣老楞佐堂（Chiesa di San Lorenzo）是意大利拉斯佩齐亚省马纳罗拉的一座罗马天主教教堂，位于教宗英诺森四世广场。该堂属于 天主教拉斯佩齐亚-萨尔扎纳-布鲁尼亚托教区。
据史料记载，该堂建于1338年，利古里亚罗马式风格。立面使用本地砂岩。
教堂的内部采用巴洛克风格，有三个走道在入口的左边是领洗池。在中殿的拱门上有十五世纪下半叶的耶稣受难像。

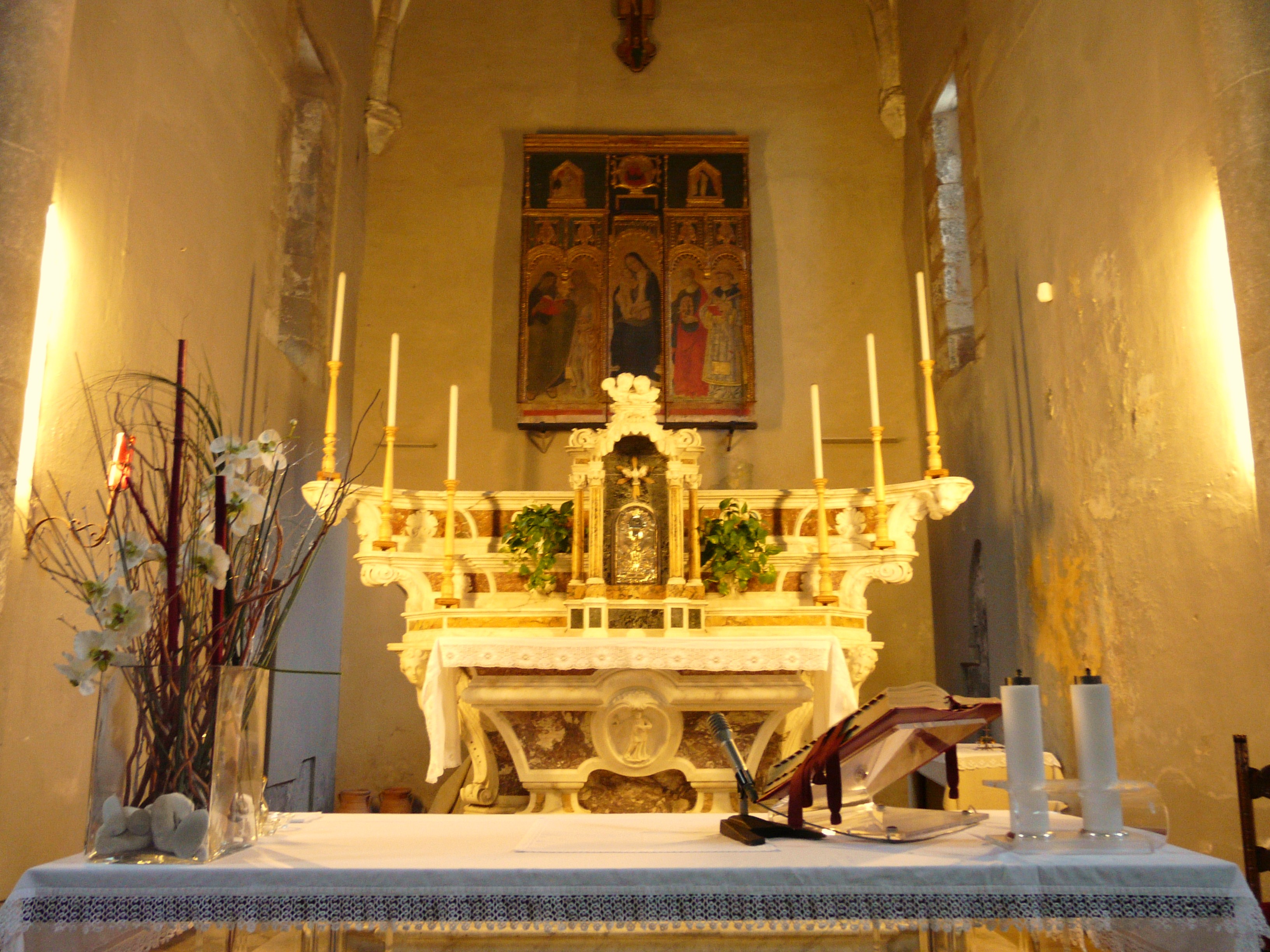
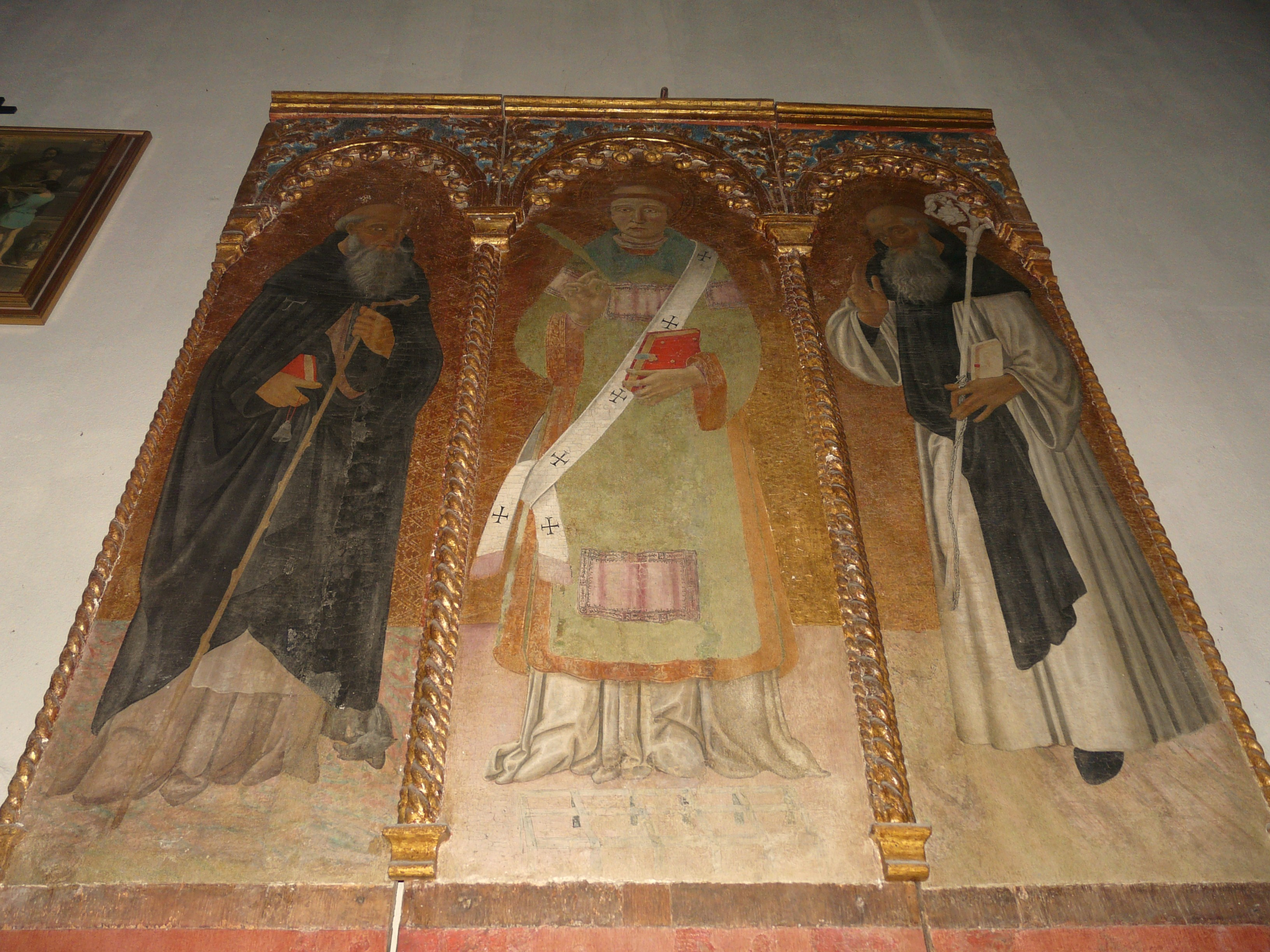
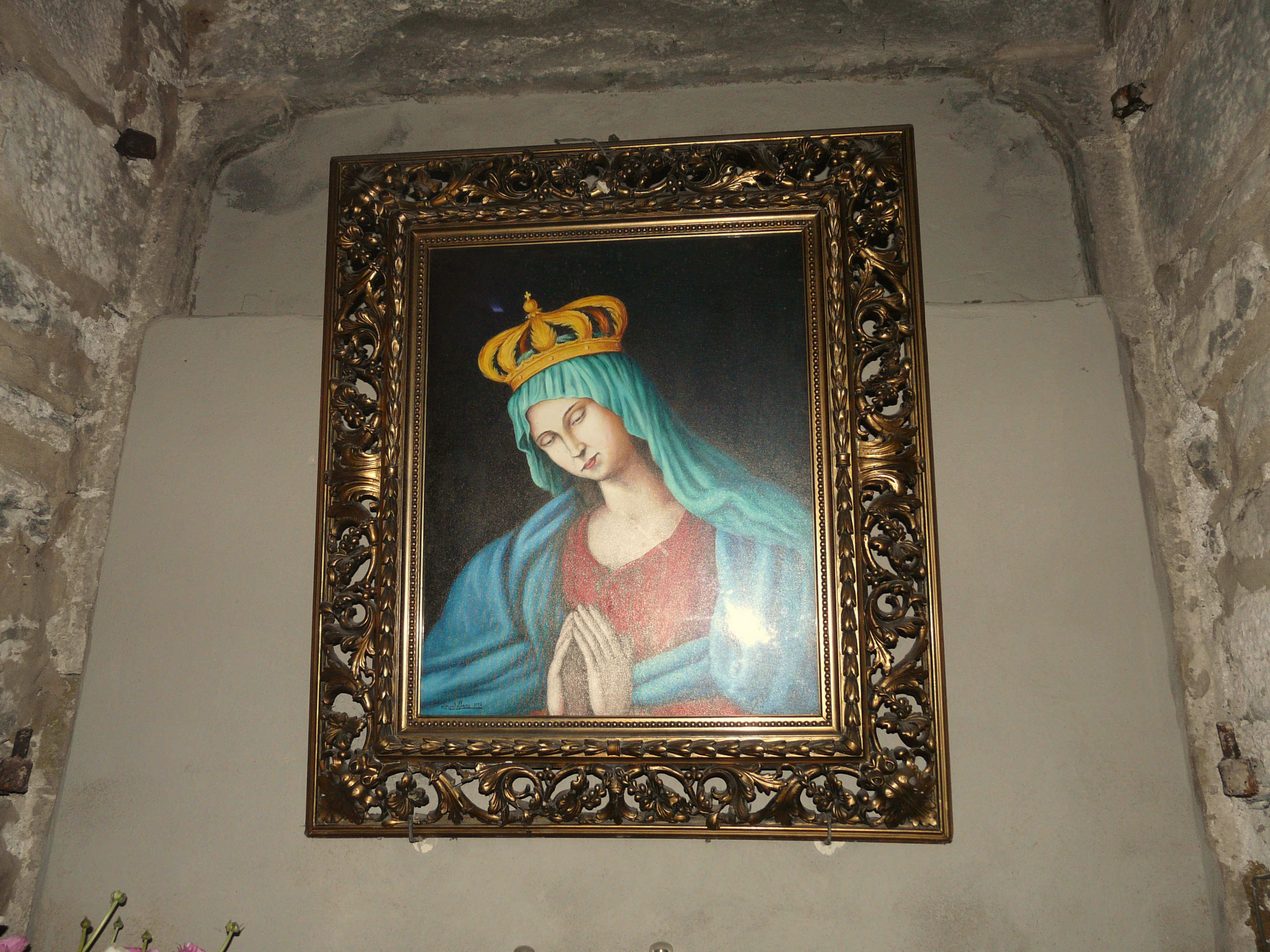

方形钟楼与教堂主体分离，建于14世纪。